# Caracena
Caracena – gmina w Hiszpanii, w prowincji Soria, w Kastylii i León, o powierzchni 18,15 km². W 2011 roku gmina liczyła 18 mieszkańców.